# Mura di San Ginesio
(Theodore Mommsen)
Le mura di San Ginesio sono una delle 4 cinte murarie, rimaste quasi completamente integre, a difesa cittadina di San Ginesio.

## Storia
San Ginesio, sin dall'epoca romana, sopravvisse per 300 anni senza una linea difensiva, per la sua naturale difesa data dalla posizione elevata e dalle colline che lo circondano. Un piccolo tratto difensivo, però, negli anni 1000 era presente e copriva una piccola parte di territorio, precisamente l'attuale colle San Giovanni. Si presuppone che questa fortificazione sia stata costruita con materiali semplici e deperibili, probabilmente un terra pieno con fossato e una palizzata lignea. L'inizio del suo ampliamento venne approvato dal Rettore della Marca Anconitana Pietro Capocci il 2 settembre 1250, poiché nel 1248 il governo ginesino appoggiò il papato durante la faida tra guelfi e ghibellini. A causa della diatribe tra il paese e Fermo, e di conseguenza con la Marca fermana, gli abitanti iniziarono a costruire nel XIV secolo la prima di quattro cinte murarie. Il 12 dicembre 2022 il Comune ha approvato la costruzione di un parco che percorre tutta la cinta muraria, opera che dovrebbe essere realizzata 150mila euro provenienti dal Piando Nazionale di Ripresa e Resilienza. Il parco dovrebbe avere una lunghezza complessiva di circa 2280 mt lineari, con pista pedonale e pista ciclabile.

## Architettura
Composte anticamente da 8 porte (di cui oggi 4 accessibili e 1 in ruderi) oggi le mura, di cui si conserva quasi interamente il primo strato, sono una delle maggiori attrazioni turistiche del paese. La popolazione, a costruzione completata, decisero di tassarsi annualmente per la manutenzione e i restauri. La cinta muraria è merlata alla guelfa ed è interrotta da torri rettangolari. Anticamente, le mura erano provviste di un fossato e si presuppone che la loro costruzione fosse data in appalto.

### Mura di San Nicola

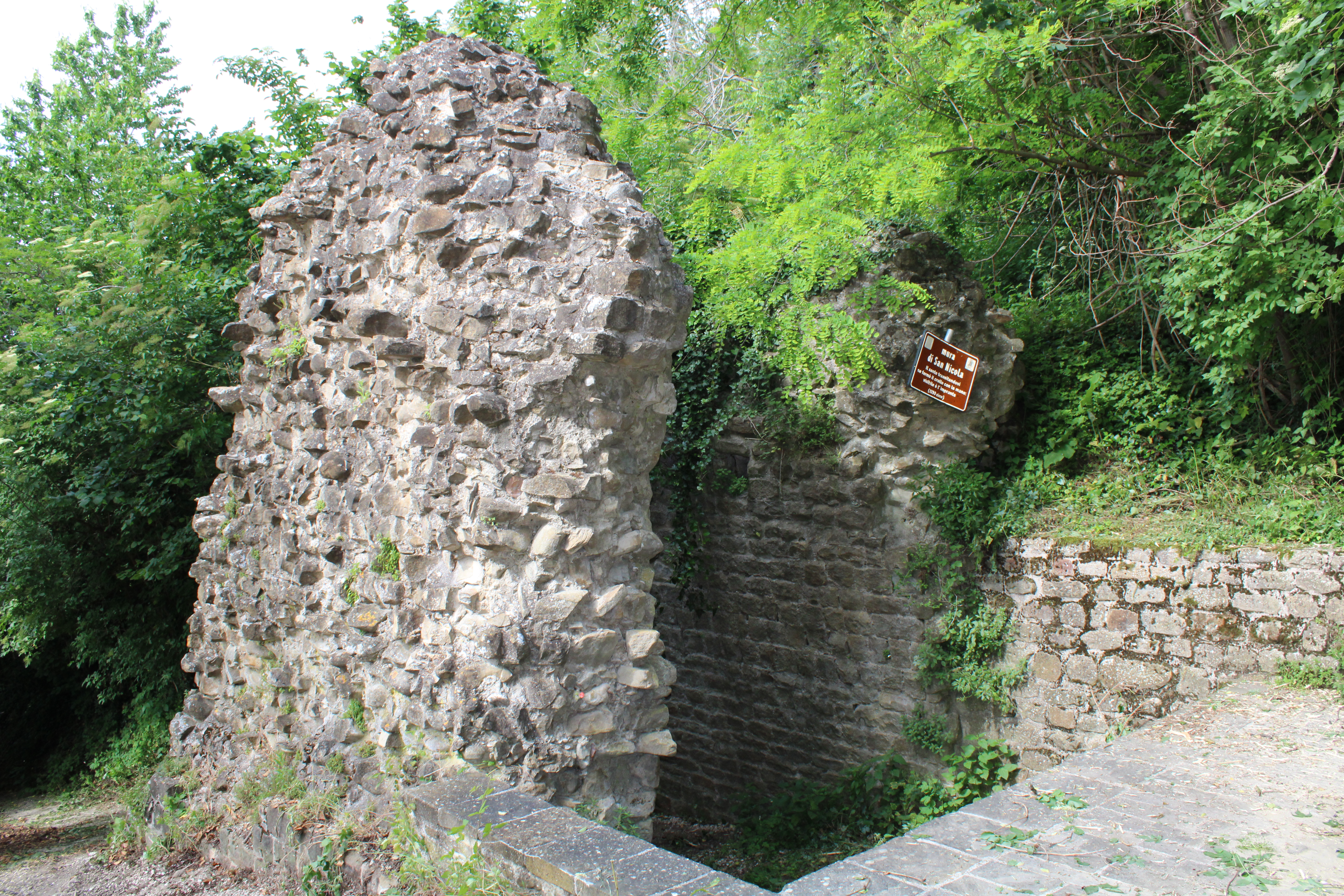
Mura di San Nicola

Le mura di San Nicola (San Nicola dall'omonimo santo) sono una parte delle attuali mura castellane del paese. La leggenda narra che il santo impedì il loro crollo con l'imposizione dei suoi arti, mentre era di passaggio. I devoti che passavano di lì effettuavano un segno della croce e raccoglievano l'acqua piovana all'interno dell'incavatura creata con l'imposizione degli arti. Queste mura sono presumibilmente il continuo dell'espansione che il cardinale Pietro Capocci approvò per il Comune: nel XVIII secolo l'abate Mario Mariotti nel suo Descrizione della terra di San Ginesio descrive questo tratto come ricco di macerie provenienti da un massiccio muro che nasce dalla oramai scomparsa Porta Brugiano, anche se nella seconda metà del XX secolo solo pochi ruderi sono rimasti di queste mura, presenti anche sotto la chiesa di San Gregorio Magno e di Villa Giuffrè.

## Le porte[4][8][9][10]
- Porta Picena, chiamata anche Porta Nuova (accessibile): la sua data di costruzione è ignota, anche se molti studiosi sostengono che sia stata costruita per ultima. Nel 1887, insieme a Porta Offuna, venne restaurata e, in seguito al lavoro, vennero eliminati i ruderi che costituivano la controporta e venne ridotta in altezza.
- Porta Offuna (accessibile): prende il nome dal castello di Giuffone, in contrada Battifolle. Documentata fin dal 1251, venne restaurata nel 1887 insieme a Porta Picena. Secondo alcune ipotesi, vista la grandezza della struttura e la conformazione del territorio, nonché la rapida salita per giungere in paese, si presuppone che nel medioevo la sua posizione non fosse quella attuale;
- Porta Ascarana, chiamata anche Porta di Capocastello o Porta degli Zoccolanti (accessibile): prende il nome dalla famiglia degli Ascari o degli Ascarani, che proprio da questa porta cercarono di attuare un tradimento ai danni della comunità ginesina. La porta era registrata nei documenti contenuti nella Pieve Collegiata, oramai perduti, fin dal 1147.
- Porta Alvaneto, chiamata anche Porta del Virgigno (accessibile): prende il nome dal castello di Alvaneto o del Virgigno e venne restaurata nel XVI secolo da Francesco Gualtieri.
- Porta Mercato, chiamata anche Porta Mercatale (ruderi): prende il nome dal piazzale dove anticamente si svolgeva il mercato. Decaduta a livello sociale già nel XIX secolo, si è ipotizzato che aprisse in prossimità di uno spazio destinato alla coltura e ai servizi funebri della comunità ebraica, divisa dal paese con la greazione di un ghetto nei pressi dell'attuale Piazza Holland. Nonostante l'allontanamento degli ebrei dalla città, la porta non ritornò ad essere utilizzata.[13]
- Porta Brugiano (distrutta): prende il nome dal castello Brugiano, nella frazione di Santa Croce. Da questa porta i fermani tentarono di assaltare San Ginesio nella notte del 30 novembre 1377. Questo evento è conosciuto come battaglia della Fornaria ed è rappresentato nel quadro di Nicola d'Ulisse chiamato Quadro di San Andrea. Questa porta cadde probabilmente quando intorno ad essa vennero scavati, nel XVII secolo, dei pantani.
- Porta Giardino (distrutta); prende il nome dal giardino comunale. Il catasto gregoriano ci indica la sua posizione, anche se è documentata fin dal 1348 quando Rodolfo II da Varano ne decretò il potenziamento difensivo.
- Porta Trensano (distrutta): prende il nome dal castello di Trensano, in contrada Cesa. Costruita nei pressi del monastero di San Giacomo, il catasto gregoriano ci permette di ottenere una descrizione dettagliata della sua precedente collocazione. Si presuppone che cadde in disuso dopo che il Castello di Ripe venne provvisto di mura cittadine.
- Porta delle Cogge (non documentata): oramai completamente inesistente, prende il nome da una fonte d'acqua oggi esistente, posta lungo la SP Faleriense 45. Di questa costruzione non si hanno conoscenze, né della sua precedente ubicazione, anche se, secondo lo storico Febo Allevi, dopo la seconda guerra mondiale se si raggiungeva la casa privata di Pasquale Caporaletti si potevano ammirare i resti di questa porta.

## Galleria d'immagini

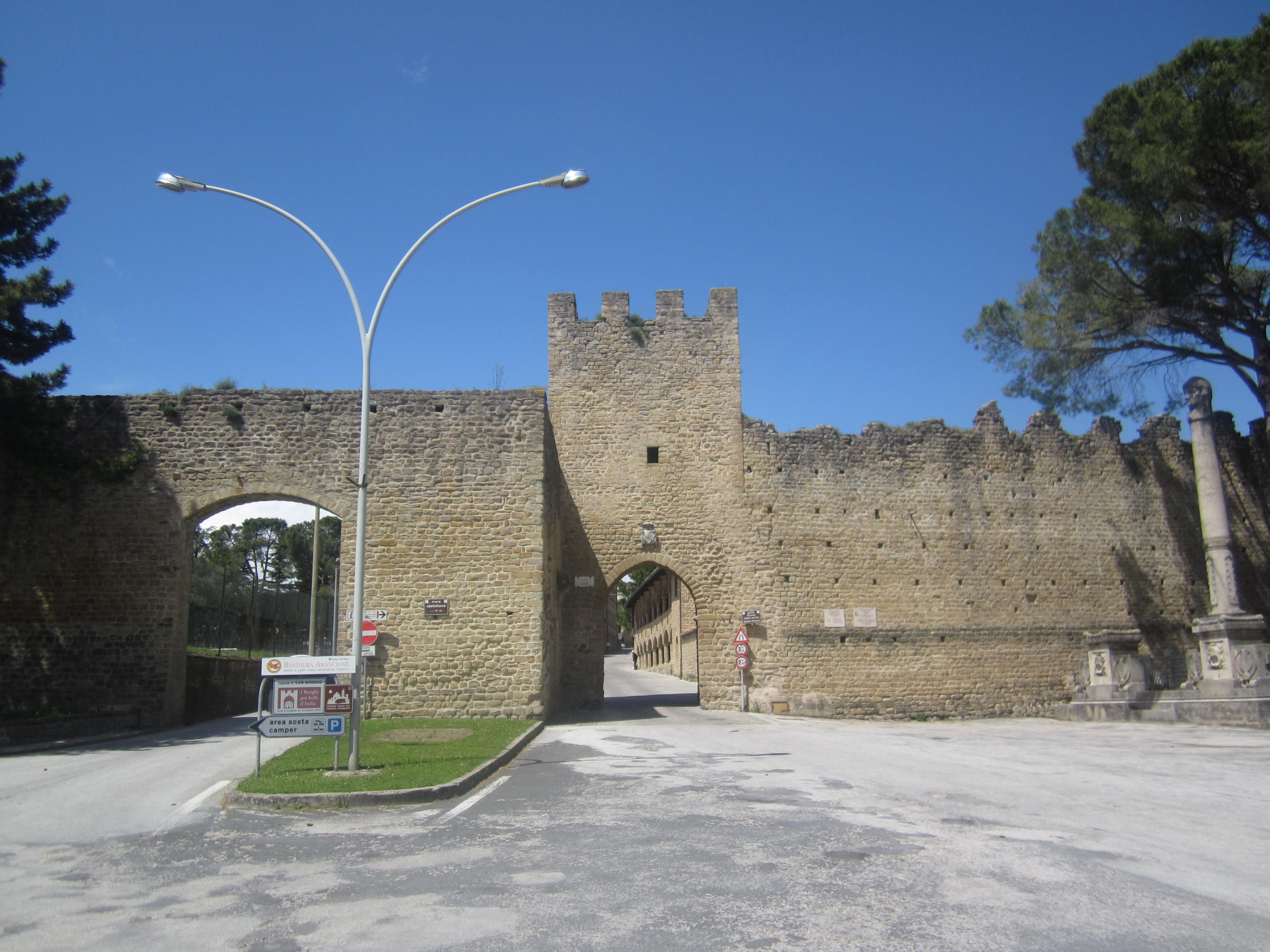
Porta Picena
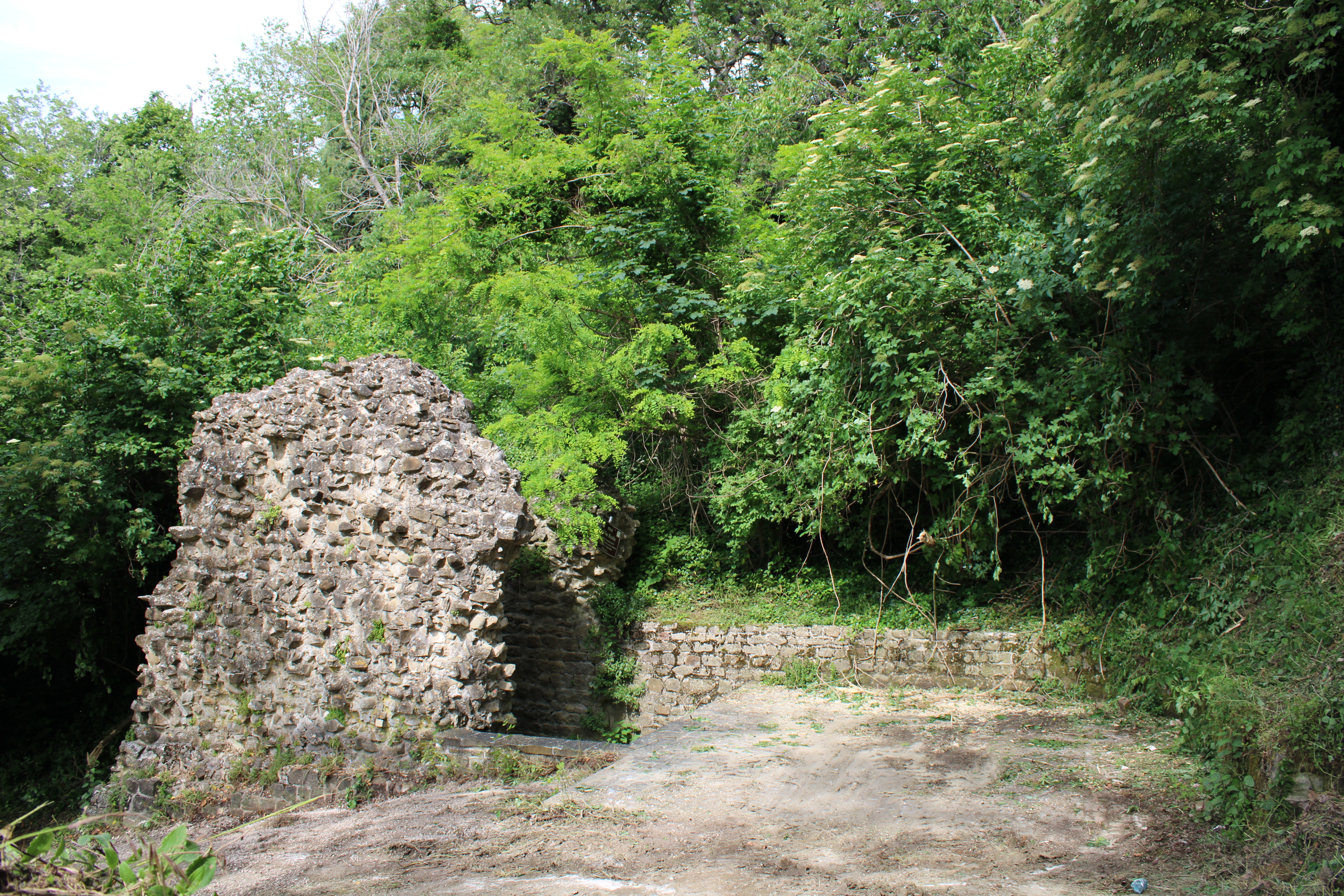
Mura di San Nicola
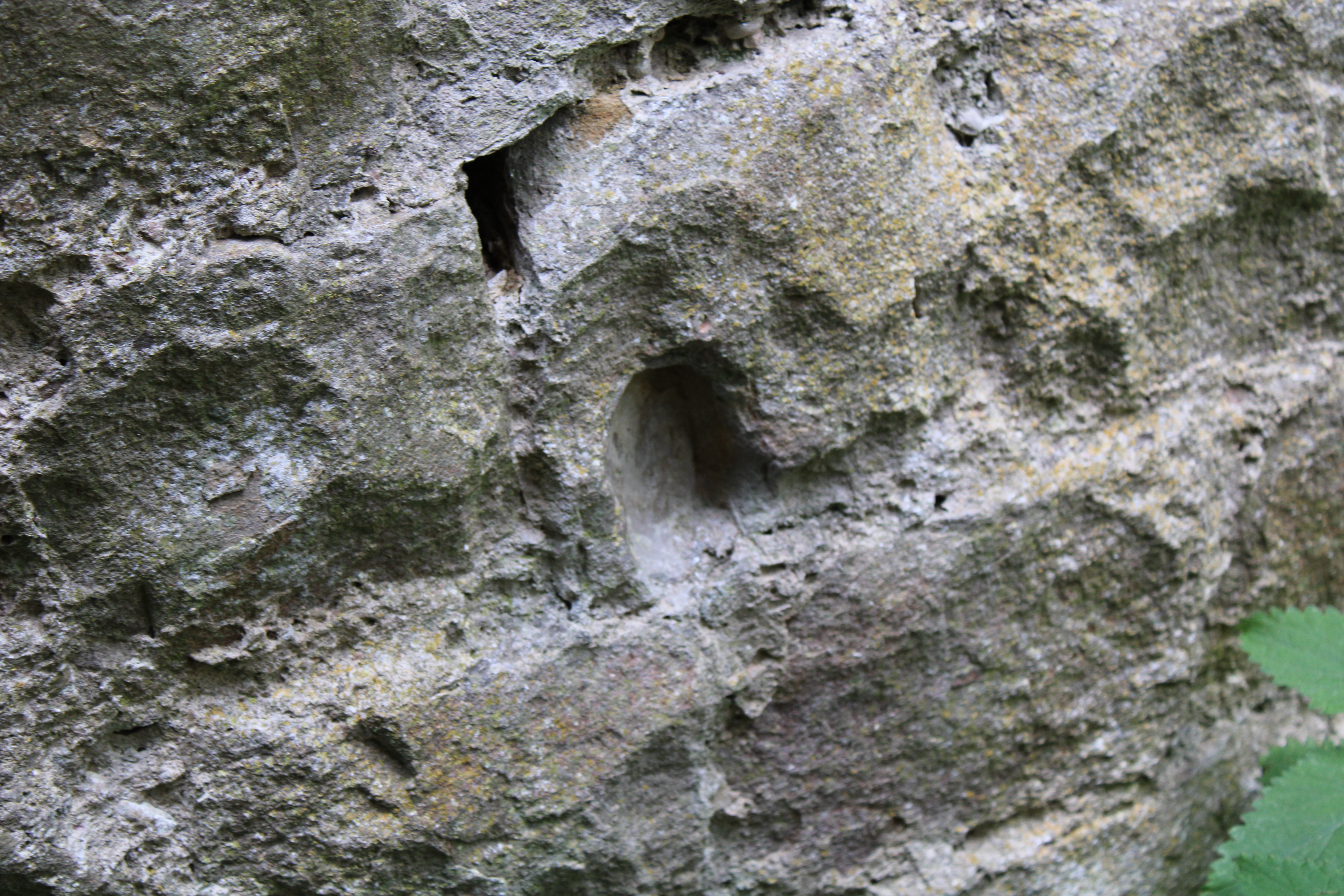
Impronta di San Nicola